# Sakoku
1650–1842
Entités précédentes :
- Époque du commerce Nanban

Entités suivantes :
- Bakumatsu

Le sakoku (鎖国, littéralement « fermeture du pays »), initialement Kaikin (海禁, littéralement « mer interdite »), est la politique commerciale japonaise instaurée lors de l'époque d'Edo (précisément entre 1650 et 1842) par Iemitsu Tokugawa, shogun de la dynastie des Tokugawa. Inspirée de la politique de Haijin adoptée plus tôt par la dynastie chinoise des Ming, elle vise à imposer des restrictions commerciales aux puissances étrangères.
La politique commence avec l'expulsion des missionnaires chrétiens, puis la limitation des ports ouverts aux étrangers, l'interdiction d'entrer ou sortir du territoire pour tout Japonais sans autorisation sous peine de mort, l'expulsion de tous les étrangers illégaux et la destruction des navires militaires ou non capables de naviguer en haute mer. Le commodore Matthew Perry met un terme à cette politique en 1853.
Cette notion d'isolement total a été remise en question par les historiens japonais, considérant que cet isolement ne se pratiquait qu'envers l'Occident, et non le monde entier.

## Étymologie
Le régime shogunal met en place une politique de contrôle des mer, qu'il nomme Kaikin (海禁, littéralement « mer interdite ») en référence à la politique de Haijin adoptée par la dynastie chinoise des Ming duquel il s'inspire jusqu'à en adopter le nom. C'est Engelbert Kaempfer, un voyageur allemand qui travaille à Nagasaki de 1690 à 1692, qui fabrique le terme Sakoku (鎖国) en donnant comme titre à l'un de ses ouvrages Sakokuron (littéralement Du pays fermé). 
Cette expression Sakoku est donc à l'origine le point de vue de marchands européens confrontés à la politique commerciale japonaise, et non la politique visée par les autorités japonaises. Le terme inconnu au Japon est popularisé au début du XIXe siècle par Shizuki Tadao (en) qui redécouvre alors les écrits de Engelbert Kaempfer.

## Commerce sous lesakoku

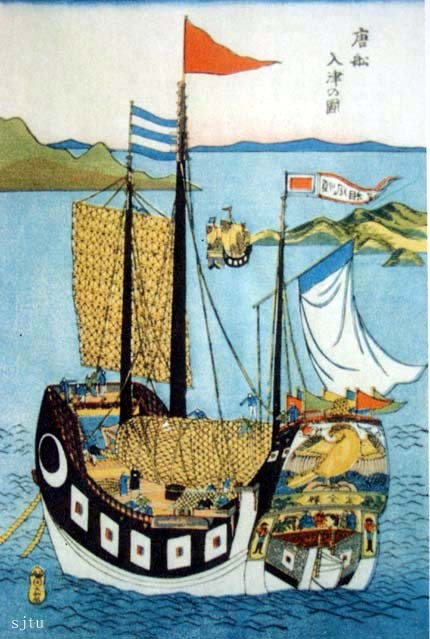
Une jonque chinoise au Japon, au début de la période de sakoku (ukiyo-e 1644-1648).

Durant cette période, le commerce et les relations diplomatiques étaient permis avec les Néerlandais (par l'intermédiaire de la Compagnie néerlandaise des Indes orientales) sur l'île artificielle de Dejima dans la baie de Nagasaki, avec la Chine, également à Nagasaki, avec la Corée sur la petite île de Tsushima, avec le royaume des Îles Ryûkyû (qui commerçaient aussi avec la Chine) via la province de Satsuma et avec le peuple Ainu via Matsumae. Ces liens commerciaux et diplomatiques témoignent bien de l'importance du commerce durant cette période prétendument « isolationniste » et permettent aux chercheurs de s'interroger sur les véritables intentions de l'adoption de cette politique par le shogunat.
Outre leurs échanges commerciaux directs dans les provinces périphériques, tous ces pays envoyaient régulièrement des missions diplomatiques au siège du shogunat à Edo. Parcourant le pays, elles donnaient l'occasion aux habitants d'apercevoir des bribes de ces cultures étrangères et font l'objet de nombreuses représentations artistiques.
Tashiro Kazui a montré que les échanges entre le Japon et ces États se classaient en deux catégories. Il a classé dans un premier groupe les échanges avec la Chine et les Pays-Bas « dont les relations étaient sous la juridiction directe du bakufu de Nagasaki » et dans un second groupe, ceux avec le royaume de Corée et le royaume des Îles Ryûkyû « qui commerçaient respectivement avec les provinces de Tsushima (le clan Sō) et Satsuma (le clan Shimazu) ».
Ces deux groupes correspondaient grossièrement à un schéma d'importation pour le premier et d'exportation pour le second. Les exportations nippones vers la Corée et les îles Ryûkyû pouvaient être réexpédiées ensuite depuis ces pays vers la Chine.

## Raisons dusakoku

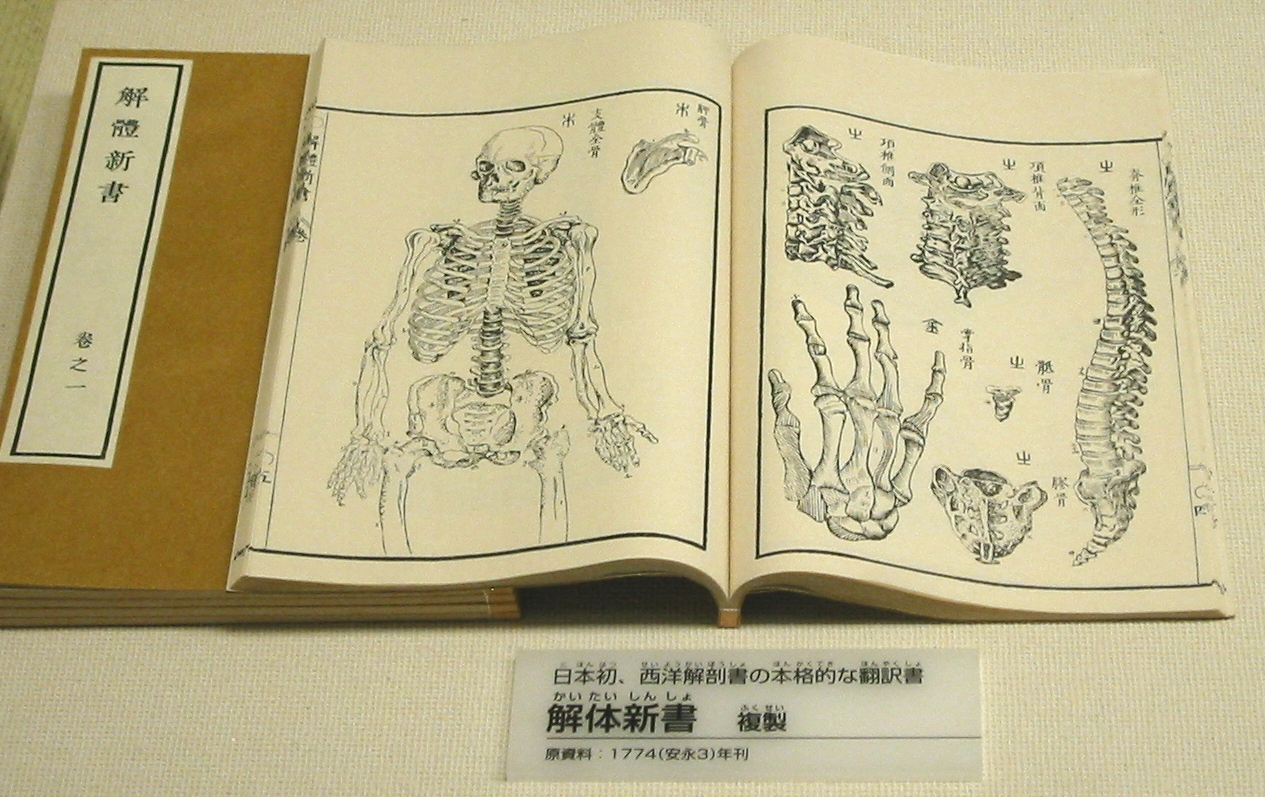
Traité japonais sur l'anatomie, publié en 1774, un exemple de rangaku. Musée national des Sciences à Tokyo.

Cette politique était aussi bien un moyen de contrôler le commerce avec les autres nations qu'une façon d'affirmer la place du Japon dans une nouvelle hiérarchie en Asie orientale, s'affranchissant des relations tributaires[Interprétation personnelle ?] que le pays entretenait avec la Chine depuis des siècles. Plus tard, le sakoku fut le principal rempart contre l'exploitation par les nations étrangères des ressources minérales japonaises (telles que le cuivre et l'argent). Bien que l'exportation d'argent via Nagasaki fût stoppée par le bakufu, celle vers la Corée continua dans des proportions relativement élevées.
Pendant le sakoku, le Japon se tint au courant des avancées technologiques occidentales en étudiant les traités médicaux et les autres documents en néerlandais obtenus à Dejima. Cette méthode était appelée rangaku (études néerlandaises). Quand la politique d'isolement prit fin quelques années avant l'ère Meiji, en 1853, par la convention de Kanagawa sous les pressions du commodore Matthew Perry, le rangaku devint obsolète. Après la fin de la politique d'isolement, beaucoup d'étudiants (comme Kikuchi Dairoku) furent envoyés étudier à l'étranger, et beaucoup d'étrangers furent employés au Japon (voir oyatoi gaikokujin).

## Tentatives de rupture dusakoku
Beaucoup de nations coloniales tentèrent sporadiquement de rompre l'isolationnisme japonais aux XVIIIe et XIXe siècles. Des navires russes, américains, britanniques et français essayèrent, en vain, d'établir des relations avec le Japon.

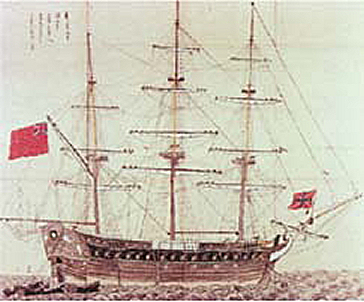
Esquisse japonaise du dans le port de Nagasaki en 1808.

Esquisse japonaise du Morrison, ancré à Uraga en 1837.

- En 1778, un marchand de Iakoutsk du nom de Pavel Lebedev-Lastotchkine arrive à Hokkaidō avec une petite expédition. Il offre des présents et demande poliment à commercer, mais sans résultat.
- En 1787, le comte de la Pérouse (1741-1788) navigue dans les eaux japonaises. Il visite les îles Ryūkyū, et le détroit entre l'île de Hokkaidō et l'île de Sakhaline, lui donnant son nom.
- En 1791, deux navires américains commandés par l'explorateur John Kendrick font une halte de onze jours sur l'île de Kii, au sud de la péninsule de Kii.
- De 1797 à 1809, plusieurs navires américains commercent à Nagasaki sous pavillon néerlandais, à la requête des Pays-Bas qui étaient dans l'incapacité d'envoyer leurs propres navires en raison de leur conflit avec le Royaume-Uni pendant les guerres napoléoniennes[5].
- En 1804, un envoyé russe nommé Nikolaï Rezanov, navigue jusqu'à Nagasaki pour négocier des échanges commerciaux. Le bakufu refuse sa demande, la Russie attaque Sakhaline et les îles Kouriles les trois années  suivantes, amenant le bakufu à construire des lignes de défenses à Ezo.
- En 1808, la frégate britannique HMS Phaeton, combattant les embarcations néerlandaises dans le Pacifique, fait halte à Nagasaki sous pavillon néerlandais et obtient des vivres par la force des armes.
- En 1811, le lieutenant russe Vassili Golovnine pose le pied sur l'île de Kounachir, et est emprisonné deux ans par le bakufu.
- En 1825, sur proposition de Takahashi Kageyasu, le bakufu émet l'« Ordre de repousser les navires étrangers » (Ikokusen uchiharairei), ordonnant aux autorités côtières d'arrêter ou exécuter les étrangers qui accostent. Cet ordre ne fut pas toujours suivi en raison de l'opposition de certains officiels, tel Matsudaira Sadanobu.
- En 1837, un homme d'affaires américain à Canton, nommé Charles W. King, tente d'établir des relations commerciales, en retournant au Japon avec trois marins japonais, dont Yamamoto Otokichi, échoués quelques années plus tôt sur les côtes de l'Oregon. Il parvient jusqu'au chenal d'Uraga avec le Morisson, un navire marchand désarmé, mais il doit faire demi-tour face au tir de barrage.
- En 1842, à la suite des nouvelles de la défaite de la Chine dans la guerre de l'opium et des critiques internes après l'incident du Morisson, le bakufu suspend le décret d'exécution des étrangers et émet l'« Ordre de ravitaillement en bois et en eau » (shinsui kyuyorei) permettant aux navires étrangers de faire halte au Japon.
- En 1844, une expédition navale française commandée par le capitaine Fornier-Duplan visite Okinawa le 28 avril 1844. Le commerce est refusé, mais le père Forcade est autorisé à rester avec un traducteur.

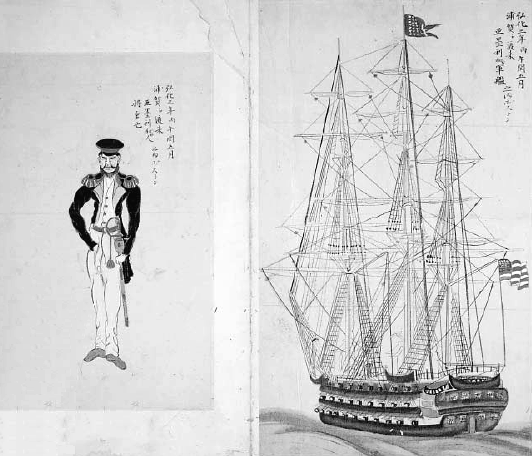
L' et un matelot américain dans la baie d'Edo en 1846, de la mission ratée de James Biddle, dépeint par un artiste japonais.

- En 1846, le commandant James Biddle, envoyé par le gouvernement américain pour ouvrir des relations commerciales, ancre ses deux navires dans la baie d'Edo (actuelle baie de Tokyo), dont un navire armé de 72 canons, mais aucun accord n'est trouvé.
- En 1846, l'amiral français Cécille arrive à Nagasaki, mais n'a pas l'autorisation d'accoster.

- En 1848, le capitaine James Glynn accoste à Nagasaki, conduisant la première négociation fructueuse avec le Japon. Glynn recommande au Congrès américain que les négociations sur l'ouverture du Japon soient appuyées par une démonstration de force, ouvrant la voie à l'expédition de Perry.

- En 1849, le HMS Mariner (1849) de la Royal Navy britannique entre dans le port d'Uraga pour conduire une étude topographique. À son bord, l'expatrié Otokichi sert de traducteur et, pour éviter les ennuis avec les autorités nippones, se fait passer pour un Chinois ayant appris le japonais par son père, un supposé marchand ayant fait des affaires à Nagasaki.

Le 8 juillet 1853, le commodore Matthew Perry de l'US Navy s'ancre en baie d'Edo (actuelle baie de Tokyo) avec quatre navires de guerre : le Mississippi, le Plymouth, le Saratoga, et le Susquehanna. Il fait la démonstration de la puissance dévastatrice des canons Paixhans dont sont équipés ses vaisseaux. Il demande que le Japon ouvre des relations commerciales avec les États-Unis. Ces vaisseaux sont connus sous le nom de kurofune, les « navires noirs »[réf. nécessaire].

## Fin de l'isolement

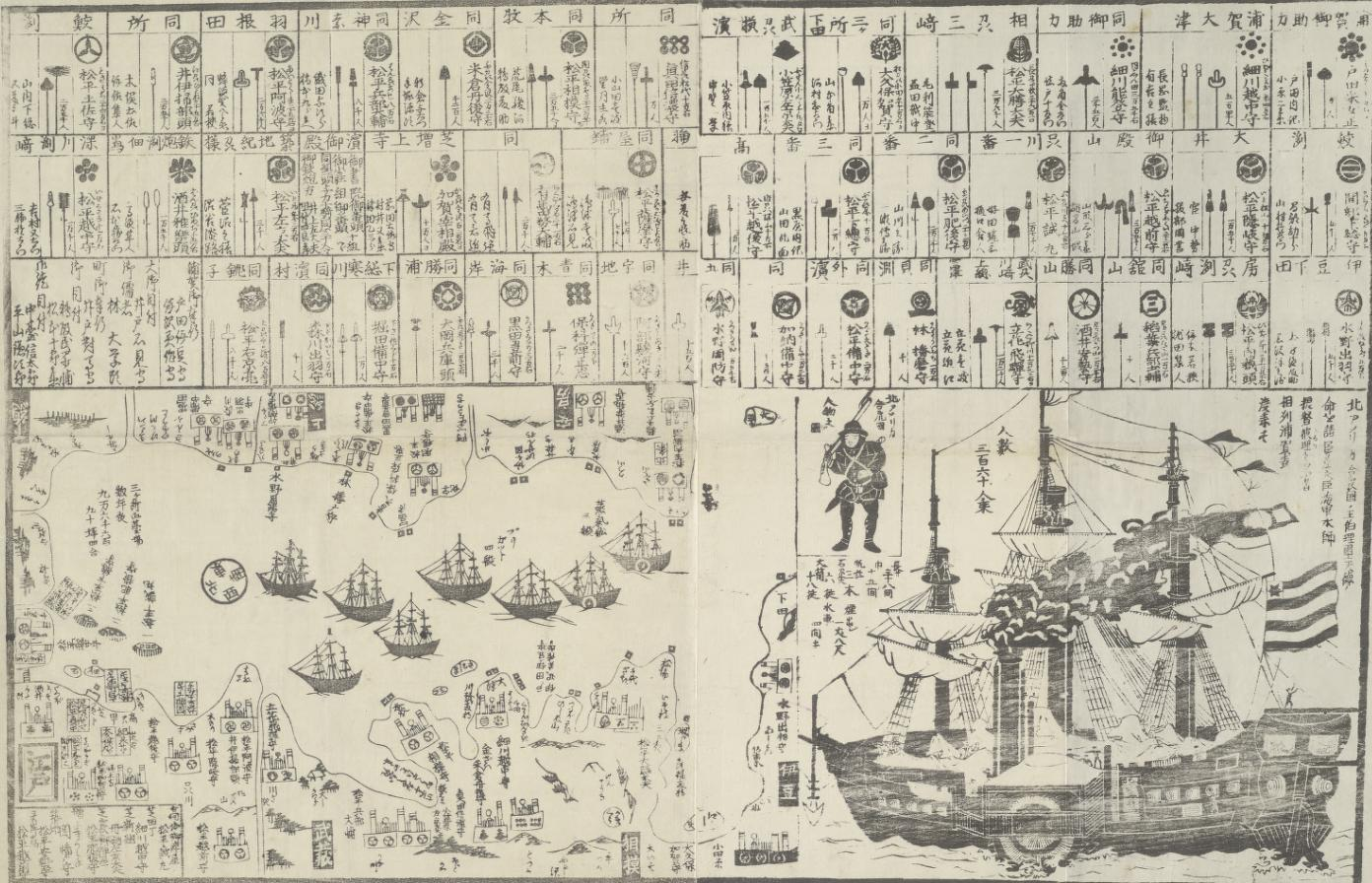
Document japonais de 1854 relatant la visite de Perry.

L'année suivante, à la convention de Kanagawa (31 mars 1854), le commodore Perry revient avec sept navires de guerre et force le shogun à signer le « traité de paix et d'amitié » établissant des relations diplomatiques officielles entre le Japon et les États-Unis. Durant les cinq années qui suivirent, le Japon signe d'autres traités similaires avec d'autres pays occidentaux. Ces traités furent reconnus par les Japonais comme parfaitement iniques, ayant été contraints par la « politique de la canonnière », et comme un signe de la volonté impérialiste occidentale d'inclure le Japon dans le plan de conquête que subissait le continent asiatique.
Ces traités donnaient aux nations étrangères, entre autres mesures, le contrôle des tarifs d'importations et le droit d'extraterritorialité sur tous leurs ressortissants visitant le Japon. Ces traités restèrent un point d'achoppement avec l'Occident jusqu'à la fin du siècle.

## Historiographie
Les historiens contemporains se sont interrogés sur l'état réel du Sakoku, puisque le pays ne s'est jamais entièrement coupé du reste du monde (le théoricien Arano Yasunori (ja) l'explique dans sa théorie des « quatre portes »).
Le terme « sakoku » ne fut d'ailleurs créé qu'au XIXe siècle et entraîne de nombreux réexamens quant à son emploi, considéré comme abusif et trop catégorique par la plupart des chercheurs actuels. Parler d'une réelle politique d'isolement japonaise serait alors simplement le fruit d'un point de vue euro-centriste de l'histoire japonaise.